# Hannele Huovi

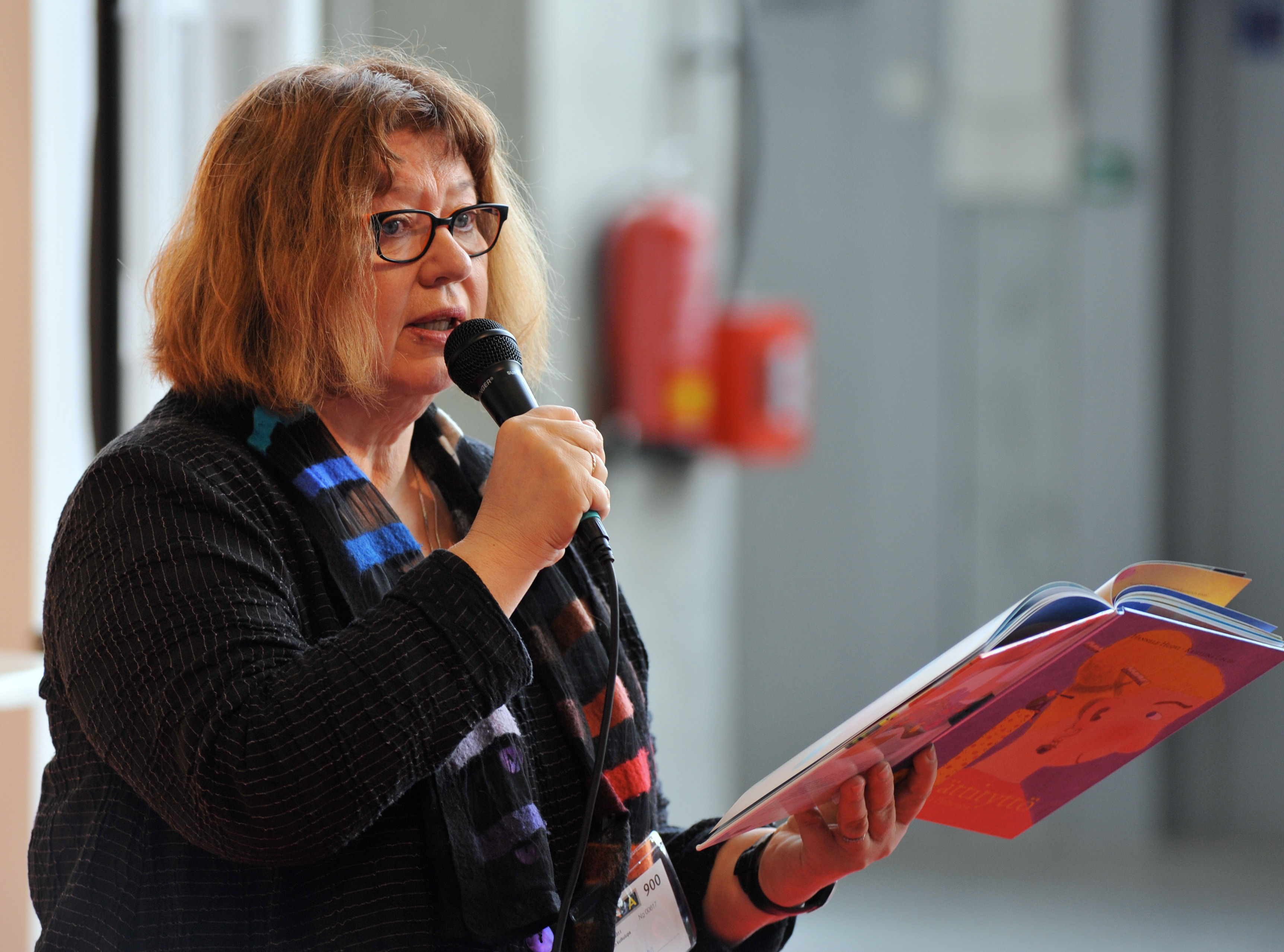
Hannele Huovi (2011)

Päivi Marja Hannele Huovi (* 19. März 1949 in Kotka), verheiratete Hannele Eskola, ist eine finnische Schriftstellerin, die hauptsächlich für ihre Kinder- und Jugendliteratur bekannt ist.
Sie studierte an der Universität Helsinki und erhielt 1973 ihren Abschluss. Sie arbeitete anschließend viele Jahre als Journalistin. Sie heiratete 1973.
Sie gewann mehrere Auszeichnungen, darunter die Anni-Swan-Medaille (1991), den finnischen Staatspreis für Kinderliteratur (2009), den LesePeter (2015) und den Topelius-Preis (2002).
Sie war 2000 die Botschafterin des Internationalen Kinderbuchtages.
Ihr Sohn Kare Eskola (* 1977) ist ein erfolgreicher Journalist.